# Rinitis
La rinitis és una irritació i inflamació del revestiment mucós del nas, 
La causa de la rinitis pot ser deguda als virus, bacteris, irritants o al·lèrgens. Es caracteritza clínicament per un o més símptomes: rinorrea, tos, pruïja (picor intensa) nasal, congestió, drenatge (secreció) postnasal. La rinitis al·lèrgica pot causar símptomes addicionals, com esternuts i pruïja nasal, tos, mal de cap, fatiga, malestar i deteriorament cognitiu.

## Tipus de rinitis
Hi ha tres grans tipus:
- Rinitis infecciosa que inclou les infeccions bacterianes agudes i cròniques. Els tipus de virus són els que causen el refredat comú Rinovirus i Coronavirus, o la sinusitis bacteriana.
- Rinitis vasomotora (no al·lèrgica) que inclou la rinitis autonòmica, l'hormonal, la induïda per medicaments, l'atròfica i la rinitis gustativa i també la rinitis medicamentosa.
- Rinitis al·lèrgica es pot classificar com estacional i perenne. És provocada per l'al·lèrgia al pol·len, floridures, la pols i altres al·lèrgens similars inhalats.[4]

Aquesta inflamació determina la producció d'hiperreactivitat nasal, i davant estímuls inespecífics -com en la rinitis al·lèrgica (febre del fenc) amb la inhalació d'al·lèrgens – es produeixen els símptomes. Qui pateix aquesta mena d'al·lèrgia hauria d'evitar els prats en període de floració. Tanmateix la febre del fenc pot manifestar-se al llarg de tot l'any i de forma regular, sense relació amb l'estació climàtica (febre del fenc perenne). Algunes persones afectades poden presentar pòlips nasals, sinusitis i abundants eosinòfils en el moc nasal, d'altres no els presenten però en tenen els símptomes; en aquest cas l'afecció pot ser una rinitis vasomotora, les causes de la qual no són completament conegudes.

## Símptomes
Picor nasal, producció de moc aquós i líquid a més de tossir amb freqüència. La inflamació produeix enrogiment de la gola.
A més el pacient acostuma a presentar, els ulls congestionats, que fan coïssor i llàgrimes abundants. Com que tota la mucosa del nas està congestionada, el pacient no pot respirar lliurement i amb facilitat i els sinus maxil·lars i frontals poden estar també congestionats. Això pot afavorir la sinusitis que provoquen mal de cap, malestar i de vegades irritabilitat.
Els símptomes es confonen sovint amb els d'un refredat comú, però en la rinitis no hi ha pas febre i el refredat dura menys.
En casos molt rars pot haver-hi també epistaxis (hemorràgia nasal), principalment en casos molt severs.

## Tractament
El tractament de la rinitis depèn de la causa subjacent. Els rentats nasals també poden ser útils.
Per a la rinitis al·lèrgica, es recomanen glucocorticoides intranasals. Per als símptomes greus es poden afegir antihistamínics intranasals.